# Xã Decatur, Quận Marion, Indiana
Xã Decatur (tiếng Anh: Decatur Township) là một xã thuộc quận Marion, tiểu bang Indiana, Hoa Kỳ. Năm 2010, dân số của xã này là 32.388 người.